# Temnothorax xiaoman
Temnothorax xiaoman (лат.) — вид мелких муравьёв рода Temnothorax из подсемейства мирмицины (Formicidae). Встречается в Китае.

## Этимология
Видовое название T. xiaoman происходит от слова «Xiǎomǎn» (小滿, «сяомань», «малая полнота», начало созревания семян), обозначающего один из 24 сроков (знаков зодиака) традиционного Китайского солнечного календаря (знак Близнецы, с 21 мая).

## Распространение и экология
Китай: Шэньси. Этот новый вид обитает в хвойно-широколиственном смешанном лесу на высоте 1400 м над уровнем моря и фуражирует на земле.

## Описание
Мелкие муравьи (около 3 мм), основная окраска тела коричневато-чёрная. Новый вид сходен с T. xiaohan, но отличается тем, что у нового вида проподеальные шипы тонкие и субпрямые, переднедорсальный угол петиолярного узла тупо отогнут, а пронотальный дорсум крупно сетчатый; у T. xiaohan проподеальные шипы толстые и заднедорсально заострённые, переднедорсальный угол петиолярного узла узко закруглён, а пронотальный дорсум мелко сетчатый. Новый вид также сходен с T. congruus (Smith, 1874), но отличается тем, что у нового вида петиолярный узел относительно выше, с прямо отогнутым переднебоковым углом при боковом виде, верх головы мелко продольно морщинистый с гладкой центральной областью; у T. congruus петиолярный узел относительно ниже, с тупо отогнутым переднебоковым углом при боковом виде, спина головы грубо продольно морщинистая без гладкой центральной области. Новый вид также сходен с T. susamyri (Dlussky, 1965), но отличается тем, что у нового вида проподеальные шипы не образуют дугу с наклонной поверхностью при виде сбоку, переднедорсальный угол петиолярного узла тупо отогнут, спина головы продольно морщинистая с гладкой центральной областью; у T. susamyri проподеальные шипы образуют дугу с наклонной поверхностью в боковом виде, переднедорсальный угол петиолярного узла остро отогнут, верх головы гладкий на центральной продольной полосе и сетчатый латерально. Брюшко гладкое и блестящее. Усики 12-члениковые. Вид был впервые описан в 2024 году китайскими мирмекологами Yu-Han Qian и Zheng-Hui Xu (Southwest Forestry University, Куньмин, Юньнань) по типовым материалам из Китая.

### Комментарии
1. ↑  В западном календаре это соответствует первой половине зодиакального знака Близнецы (с 21 мая), а в переводе означает «малая полнота» (малая полнота — смысл в том, что летние посевы семян начали полнеть, но ещё не созрели, лишь малая полнота, ещё не полная). Второй половине соответствует Mángzhòng и назван вид Temnothorax mangzhong.